# Team Silent

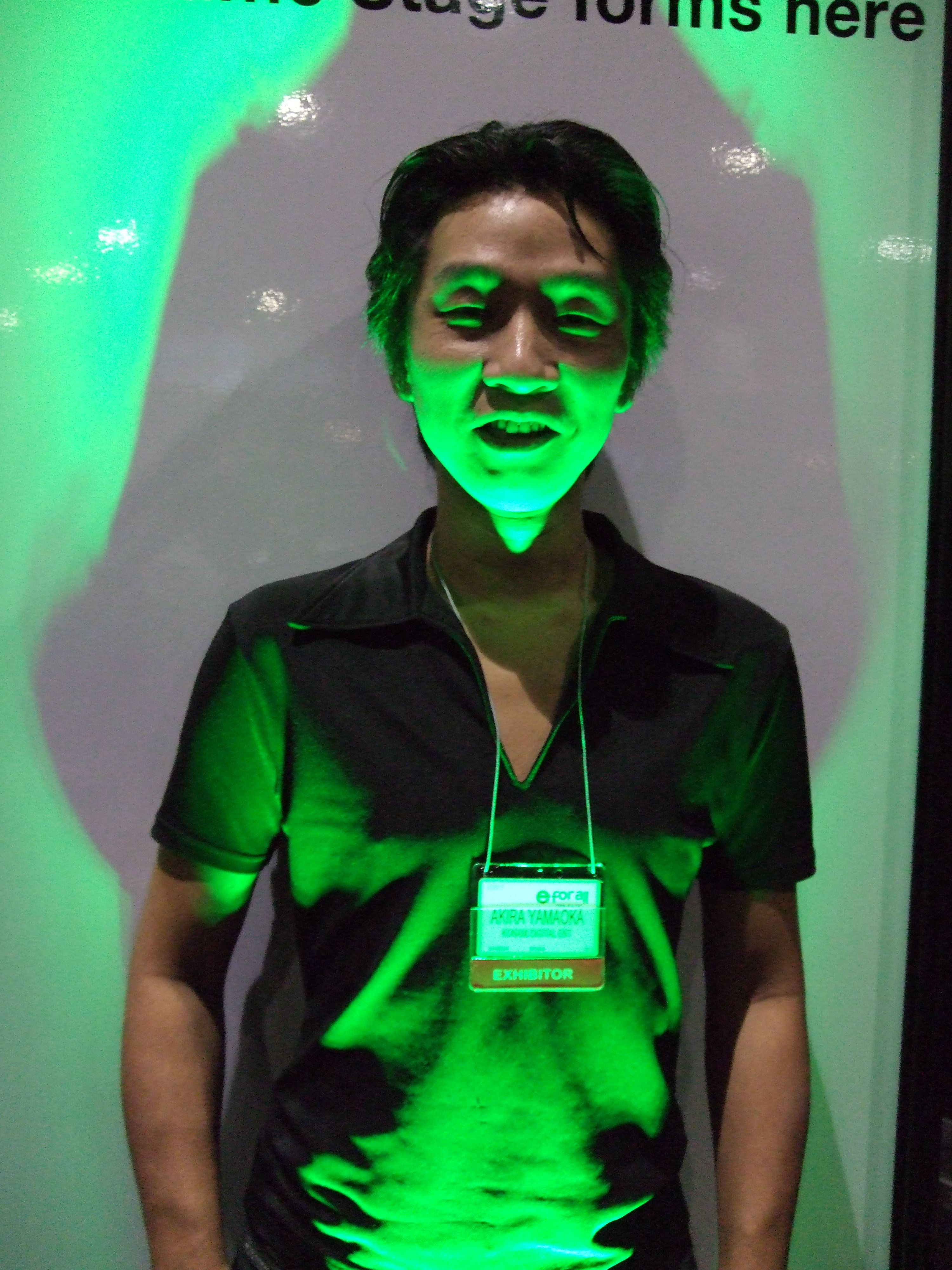
Akira Yamaoka

Team Silent là một nhóm phát triển trực thuộc Konami Computer Entertainment Tokyo (KCET), chịu trách nhiệm phát triển bốn phiên bản Silent Hill đầu tiên do Konami hát hành từ năm 1999 đến 2004, riêng các phiên bản sau này của dòng game được phát triển bởi các công ty phương Tây bên ngoài như Climax Studios và Double Helix Games. Theo nhà soạn nhạc Akira Yamaoka, Team Silent bao gồm các nhân viên đã không thành công ở các dự án khác và ban đầu dự định rời khỏi công ty trước khi bản Silent Hill đầu tiên được thực hiện thì lại thành công ngoài mong đợi. Cũng theo họa sĩ bản Silent Hill Homecoming thì Team Silent cuối cùng đã bị chính Konami giải tán, bởi vì Konami muốn các nhà phát triển phương Tây tham gia vào việc phát triển các phiên bản tiếp theo của dòng game. KCET đã được sáp nhập vào công ty mẹ Konami vào tháng 4 năm 2005.
Những thành viên chủ chốt của Team Silent bao gồm:
- Keiichiro Toyama: Giám đốc của Silent Hill. Đã rời khỏi nhóm để gia nhập hãng SCE Japan Studio và tạo ra dòng game Siren.
- Masashi Tsuboyama: Giám đốc của Silent Hill 2, giám đốc nghệ thuật của Silent Hill 4.
- Kazuhide Nakazawa: Giám đốc của Silent Hill 3. Về sau thì gia nhập hãng Kojima Productions.
- Suguru Murakoshi: Giám đốc kịch nghệ của Silent Hill 2, đạo diễn kiêm viết kịch bản của Silent Hill 4. Về sau thì gia nhập hãng Kojima Productions.
- Hiroyuki Owaku: Tác giả kịch bản của Silent Hill 2, Silent Hill 3 và đồng tác giả của Silent Hill.[6]
- Masahiro Ito: Thiết kế bối cảnh và quái vật của Silent Hill, giám đốc nghệ thuật và thiết kế quái vật của Silent Hill 2 và Silent Hill 3.
- Akira Yamaoka: Giám đốc âm thanh của dòng game, nhà sản xuất Silent Hill 3 và Silent Hill 4. Đã rời khỏi Konami để gia nhập hãng Grasshopper Manufacture.
- Gozo Kitao: Giám đốc sản xuất của Silent Hill, Silent Hill 2 và Silent Hill 3.
- Akihiro Imamura: Nhà sản xuất của Silent Hill 2 và là nhà sản xuất phụ của Silent Hill 4.
- Takayoshi Sato: Người dàn dựng CGI cho Silent Hill và Silent Hill 2. Đã rời khỏi nhóm để gia nhập hãng Virtual Heroes, Inc..